# Aire d'attraction de Toulon
L'aire d'attraction de Toulon est un zonage d'étude défini par l'Insee pour caractériser l’influence de la commune de Toulon sur les communes environnantes. Publiée en octobre 2020, elle se substitue à l'aire urbaine de Toulon, qui comportait 40 communes dans le zonage de 2010.

### Carte

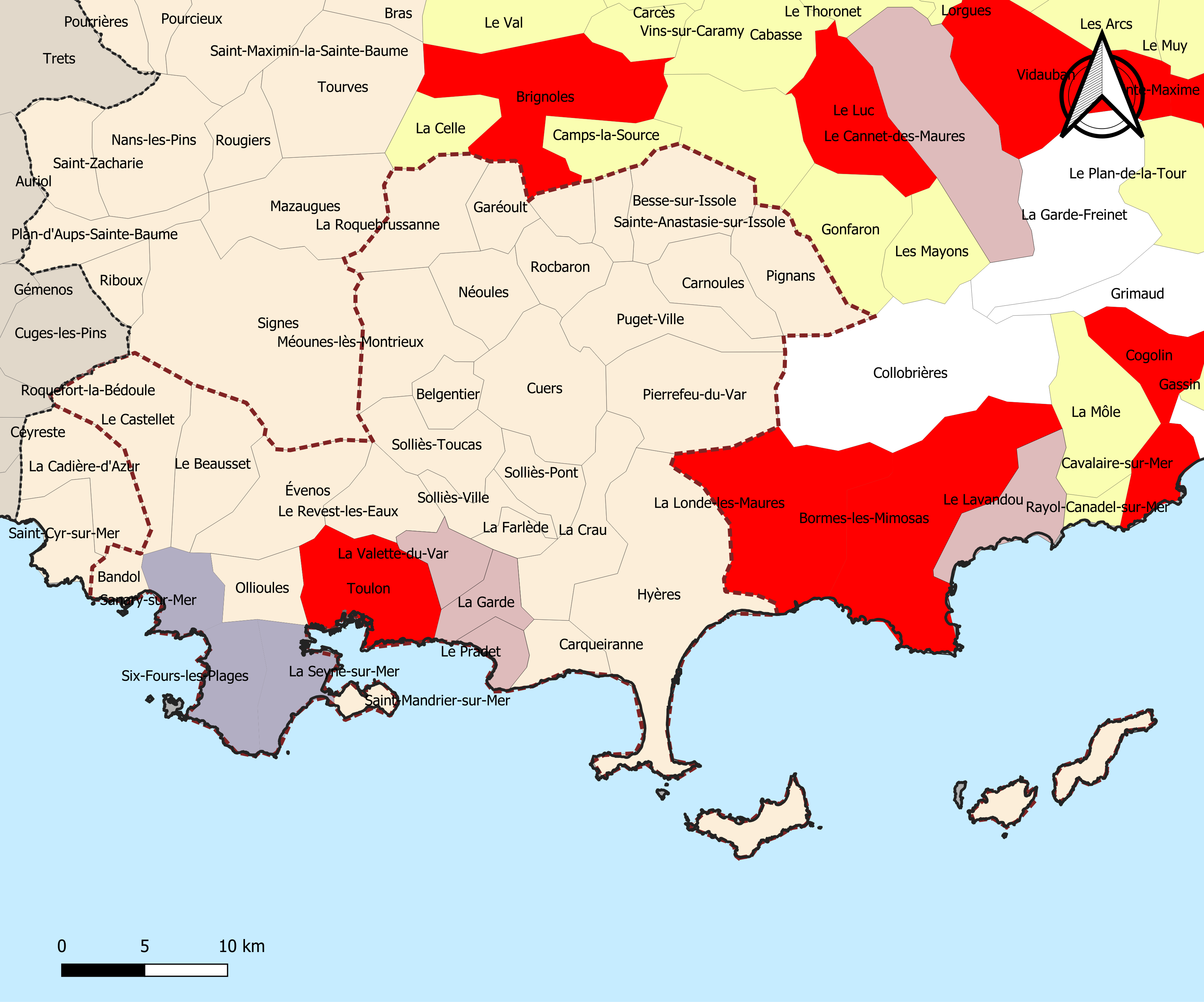
Carte de l'aire d'attraction de Toulon.
Commune-centre
Commune du pôle principal
Commune de la couronne

## Définition
L'aire d'attraction d'une ville est composée d’un pôle, défini à partir de critères de population et d’emploi ainsi que d’une couronne constituée des communes dont au moins 15 % des actifs travaillent dans le pôle. Le pôle d’attraction constitue ainsi un point de convergence des déplacements domicile-travail,.

## Géographie
L’aire d'attraction de Toulon est une aire intra-départementale qui comporte 35 communes dans le Var. 

### Composition communale
| Nom                         | Code Insee | Département | Statut                       | Superficie (km2) | Population (dernière pop. légale) | Densité (hab./km2) | Modifier                                    |
| --------------------------- | ---------- | ----------- | ---------------------------- | ---------------- | --------------------------------- | ------------------ | ------------------------------------------- |
| Toulon (commune-centre)     | 83137      | Var         | commune-centre               | 42,84            | 180 834 (2022)                    | 4 221              | modifier les données · modifier les données |
| La Garde                    | 83062      | Var         | commune du pôle principal    | 15,54            | 26 316 (2022)                     | 1 693              | modifier les données · modifier les données |
| Le Pradet                   | 83098      | Var         | commune du pôle principal    | 9,97             | 10 582 (2022)                     | 1 061              | modifier les données · modifier les données |
| La Valette-du-Var           | 83144      | Var         | commune du pôle principal    | 15,50            | 23 660 (2022)                     | 1 526              | modifier les données · modifier les données |
| Sanary-sur-Mer              | 83123      | Var         | commune d'un pôle secondaire | 19,23            | 17 938 (2022)                     | 933                | modifier les données · modifier les données |
| La Seyne-sur-Mer            | 83126      | Var         | commune d'un pôle secondaire | 22,17            | 62 905 (2022)                     | 2 837              | modifier les données · modifier les données |
| Six-Fours-les-Plages        | 83129      | Var         | commune d'un pôle secondaire | 26,58            | 36 843 (2022)                     | 1 386              | modifier les données · modifier les données |
| Bandol                      | 83009      | Var         | commune de la couronne       | 8,59             | 8 263 (2022)                      | 962                | modifier les données · modifier les données |
| Le Beausset                 | 83016      | Var         | commune de la couronne       | 35,95            | 10 098 (2022)                     | 281                | modifier les données · modifier les données |
| Belgentier                  | 83017      | Var         | commune de la couronne       | 13,38            | 2 387 (2022)                      | 178                | modifier les données · modifier les données |
| Besse-sur-Issole            | 83018      | Var         | commune de la couronne       | 37,19            | 3 123 (2022)                      | 84                 | modifier les données · modifier les données |
| Carnoules                   | 83033      | Var         | commune de la couronne       | 25,49            | 4 120 (2022)                      | 162                | modifier les données · modifier les données |
| Carqueiranne                | 83034      | Var         | commune de la couronne       | 14,48            | 9 412 (2022)                      | 650                | modifier les données · modifier les données |
| Le Castellet                | 83035      | Var         | commune de la couronne       | 44,77            | 5 992 (2022)                      | 134                | modifier les données · modifier les données |
| La Crau                     | 83047      | Var         | commune de la couronne       | 37,87            | 19 416 (2022)                     | 513                | modifier les données · modifier les données |
| Cuers                       | 83049      | Var         | commune de la couronne       | 50,53            | 12 841 (2022)                     | 254                | modifier les données · modifier les données |
| Évenos                      | 83053      | Var         | commune de la couronne       | 41,95            | 2 406 (2022)                      | 57                 | modifier les données · modifier les données |
| La Farlède                  | 83054      | Var         | commune de la couronne       | 8,31             | 9 745 (2022)                      | 1 173              | modifier les données · modifier les données |
| Forcalqueiret               | 83059      | Var         | commune de la couronne       | 10,33            | 3 353 (2022)                      | 325                | modifier les données · modifier les données |
| Garéoult                    | 83064      | Var         | commune de la couronne       | 15,75            | 5 579 (2022)                      | 354                | modifier les données · modifier les données |
| Hyères                      | 83069      | Var         | commune de la couronne       | 132,38           | 55 384 (2022)                     | 418                | modifier les données · modifier les données |
| Méounes-lès-Montrieux       | 83077      | Var         | commune de la couronne       | 40,92            | 2 260 (2022)                      | 55                 | modifier les données · modifier les données |
| Néoules                     | 83088      | Var         | commune de la couronne       | 25,08            | 2 956 (2022)                      | 118                | modifier les données · modifier les données |
| Ollioules                   | 83090      | Var         | commune de la couronne       | 19,89            | 14 320 (2022)                     | 720                | modifier les données · modifier les données |
| Pierrefeu-du-Var            | 83091      | Var         | commune de la couronne       | 58,36            | 6 084 (2022)                      | 104                | modifier les données · modifier les données |
| Pignans                     | 83092      | Var         | commune de la couronne       | 34,87            | 4 767 (2022)                      | 137                | modifier les données · modifier les données |
| Puget-Ville                 | 83100      | Var         | commune de la couronne       | 36,83            | 4 568 (2022)                      | 124                | modifier les données · modifier les données |
| Le Revest-les-Eaux          | 83103      | Var         | commune de la couronne       | 24,07            | 4 046 (2022)                      | 168                | modifier les données · modifier les données |
| Rocbaron                    | 83106      | Var         | commune de la couronne       | 20,28            | 5 489 (2022)                      | 271                | modifier les données · modifier les données |
| La Roquebrussanne           | 83108      | Var         | commune de la couronne       | 37,05            | 2 199 (2022)                      | 59                 | modifier les données · modifier les données |
| Sainte-Anastasie-sur-Issole | 83111      | Var         | commune de la couronne       | 10,71            | 2 138 (2022)                      | 200                | modifier les données · modifier les données |
| Solliès-Pont                | 83130      | Var         | commune de la couronne       | 17,73            | 12 210 (2022)                     | 689                | modifier les données · modifier les données |
| Solliès-Toucas              | 83131      | Var         | commune de la couronne       | 30,09            | 6 087 (2022)                      | 202                | modifier les données · modifier les données |
| Solliès-Ville               | 83132      | Var         | commune de la couronne       | 14,10            | 2 532 (2022)                      | 180                | modifier les données · modifier les données |
| Saint-Mandrier-sur-Mer      | 83153      | Var         | commune de la couronne       | 5,12             | 6 064 (2022)                      | 1 184              | modifier les données · modifier les données |

## Démographie
Cette aire est catégorisée dans les aires de 200 000 à moins de 700 000 habitants, une catégorie qui regroupe 23,6 % de la population au niveau national,.